# O Globo
O Globo (port. „Globus, Świat”) – brazylijski dziennik, wydawany w Rio de Janeiro przez Grupo Globo.
Dziennik założył dziennikarz i wydawca Irineu Marinho. Tytuł wymyślili czytelnicy, biorący udział w konkursie na łamach magazynu O Jornal. Pierwszy numer O Globo ukazał się 29 lipca 1925 roku w nakładzie  33435 egzemplarzy. Gazeta szybko zdobyła popularność, skupiając się na tematach społecznych, polityce i relacjach sportowych. Stała się też prekursorem dziennikarstwa literackiego.
O Globo było początkowo gazetą popołudniową, choć w latach 30. XX wieku często wydawane były dwie a nawet trzy edycje jednego dnia. W 1944 roku wydawca i właściciel tytułu, Roberto Marinho, kupił rozgłośnię Rádio Transmissora od RCA Victor, którą przemianował na Rádio Globo. Powstała grupa medialna, która dziś pod nazwą Grupo Globo jest największym przedsiębiorstwem medialnym Brazylii.
Redakcja jest zaangażowana nie tylko w relacjonowanie, ale również kreowanie działań społecznych. O Globo jest drugim pod względem popularności tytułem prasowym Brazylii.